# Haus Bourbon

Wappen der Bourbonen als Könige von Frankreich

Das Haus Bourbon oder die Bourbonen ist der Name eines französischen Adelsgeschlechts, das sieben französische Könige sowie weitere Monarchen anderer europäischer Staaten stellte. Zurzeit stammen die Staatsoberhäupter von Spanien und Luxemburg aus der Bourbonen-Familie.

## Herkunft und Name

Wappen des französischen Königreiches unter den älteren Linien der Kapetinger (der ursprünglichen Hauptlinie und der auf dem Thron nachfolgenden jüngeren Linie Haus Valois)

Das Haus der Bourbonen ist in seinem Mannesstamm eine Nebenlinie des französischen Königsgeschlechtes der Kapetinger, abstammend vom Prinzen Robert von Clermont, dem jüngsten Sohn des französischen Königs Ludwig IX. des Heiligen. Letztlich ist damit Hugo Capet als Stammvater der Kapetinger und seiner Nebenlinien auch der Urvater der Bourbonen. Dies führte unter anderem dazu, dass König Ludwig XVI. während seines Prozesses vor dem Nationalkonvent 1792 mit dem bürgerlichen Namen Louis Capet angesprochen wurde.
Die letzten Repräsentanten des Geschlechts der Kapetinger sind heute die noch im Mannesstamm bestehenden Bourbonen. Dazu gehören die spanische Linie Bourbon-Anjou mit ihren Seitenzweigen Bourbon-Sizilien und Bourbon-Parma sowie die Linie Bourbon-Orléans mit dem brasilianischen Seitenzweig Orléans-Braganza. Die Bourbonen sind die älteste noch existierende Dynastie Europas, da alle anderen kapetingischen Haupt- oder Nebenlinien (wie das Haus Valois mit dem Seitenzweig Valois-Alençon, das Haus Artois oder das Haus Évreux) mittlerweile im Mannesstamm ausgestorben sind. Das ehemalige portugiesische Königshaus Bragança leitet sich ebenfalls von den Kapetingern ab, es stellt aber eine illegitime Seitenlinie des Älteren Hauses Burgund dar.

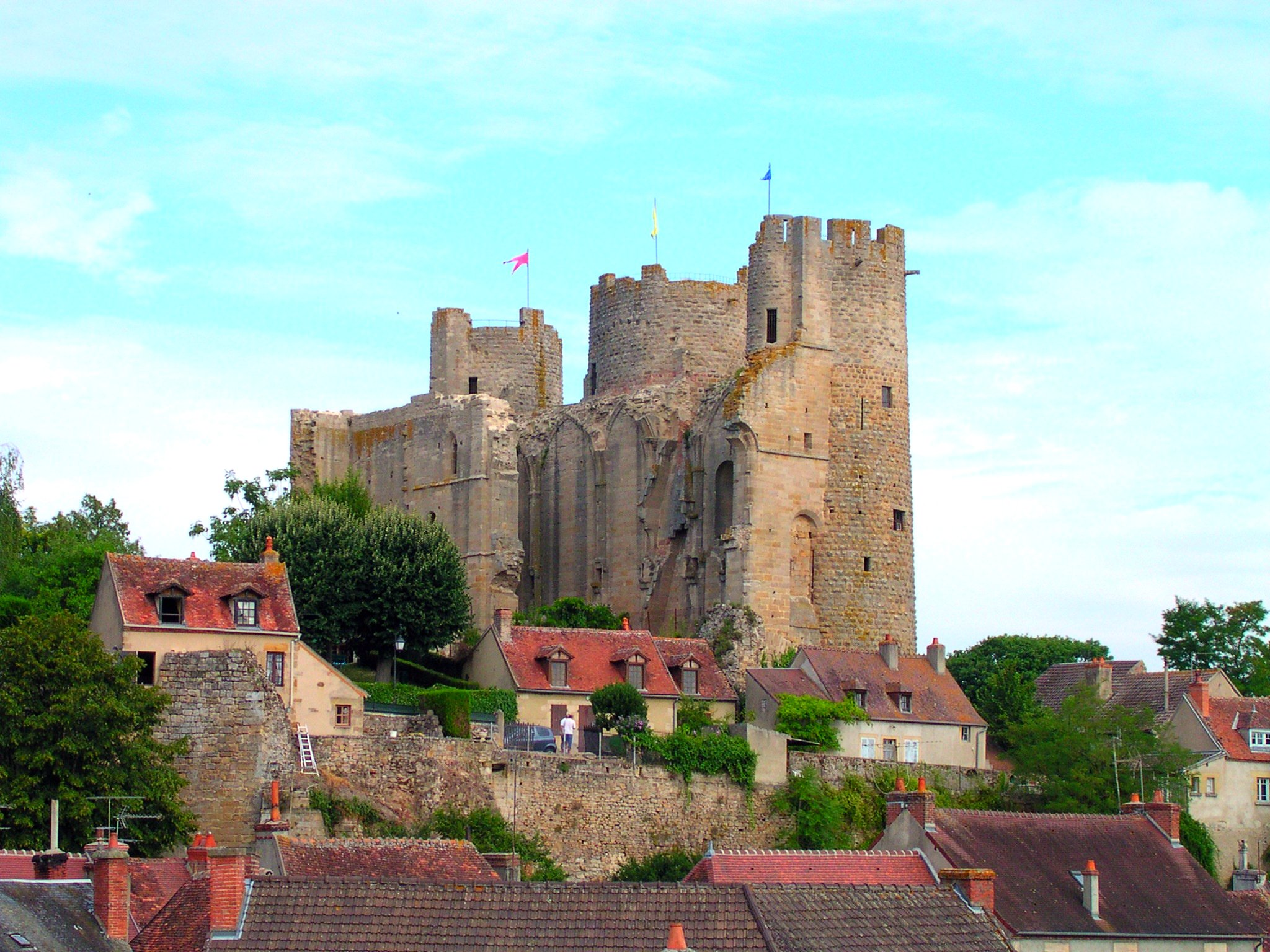
Burg Bourbon-l’Archambault

Der Name der Dynastie hat seinen Ursprung in der Burg von Bourbon (lat.: Castrum Borboniense, heute Bourbon-l’Archambault), die seit der karolingischen Zeit nachgewiesen werden kann. Im hohen Mittelalter war diese Burg der Stammsitz einer Burgherrenfamilie, die eine Herrschaft (Seigneurie) über ihr Umland errichten konnte (siehe Liste der Herren und Herzöge von Bourbon); seit dem 15. Jahrhundert war ihr Hauptsitz in Moulins. Das so entstandene Bourbonnais gelangte durch mehrere Erbgänge in den Besitz der Beatrix von Burgund, die selbst dem kapetingischen (älteren) Haus Burgund entstammte. Beatrix wurde 1272 mit dem Prinzen Robert verheiratet und brachte somit das Bourbonnais in dessen Besitz.
Der Familienname resultierte aus einem Handel ihres gemeinsamen Sohnes Ludwig von Clermont, der im Jahr 1327 sein väterliches Erbe, die Grafschaft Clermont, bei König Karl IV. dem Schönen für die Grafschaft La Marche eintauschte. Zu diesem Anlass nahm der König zugleich auch eine Rangerhöhung der Seigneurie Bourbon zu einem Herzogtum vor und stattete es mit der erblichen Würde einer Pairie aus. Zur damaligen Zeit war dies ein einmaliger Vorgang, da bis dahin in Frankreich nur die traditionellen, auf ethnischen Grundlagen basierenden Herzogtümer existierten (Franzien, Burgund, Normandie, Bretagne, Aquitanien, Gascogne und Gothien). Das Bourbonnais wurde für die Familie Herzog Ludwigs I. somit zu ihrem wichtigsten Besitz, und folglich nannten sich alle seine Nachkommen de Bourbon (von Bourbon).

## Die ältere und jüngere Linie
Das Haus Bourbon verästelte sich im Verlauf seiner Geschichte in mehrere Familienzweige. Den Anfang machten bereits die beiden Söhne Herzog Ludwigs I., von denen der ältere Peter I. das Herzogtum übernahm und die ältere Linie der Bourbonen fortführte. Der jüngere Sohn Jakob erhielt die Grafschaft La Marche und begründete die jüngere Linie. Beide Linien waren im Spätmittelalter als Angehörige des Hochadels in Frankreich präsent, wobei die ältere Linie, deren Herzögen und Pairs ein Vorrang zukam, aufgrund von Besitzmehrung eine starke Position als Feudalfürsten erlangte.
Durch ihre Abstammung gehörten beide Linien aber dem Kreis der Prinzen von königlichen Geblüt (prince du sang) an, was ihnen für die Thronfolge in Frankreich eine Relevanz zukommen ließ. Nach dem Aussterben des kapetingischen Hauses Valois-Alençon 1525 rückte die ältere Linie mit dem Herzog Karl III. von Bourbon (Charles de Bourbon-Montpensier) kurzzeitig in den ersten Rang der königlichen Prinzen, da die Bourbonen neben den regierenden Valois die letzte verbliebene kapetingische Sekundogenitur waren. Die älteren Bourbonen fanden aber mit dem Tod Herzog Karls III. 1527 beim Sacco di Roma ihr Ende, das Herzogtum Bourbon wurde als erledigtes Lehen eingezogen.
Die Bourbonen-Familie wurde nun von der jüngeren Linie repräsentiert, die folglich auch den ersten Rang als Prinzen von Geblüt übernahm. Von Herzog Karl von Vendôme stammen übrigens auch alle heutigen Bourbonen ab. Dessen Enkelsohn konnte nach dem Aussterben des Hauses Valois 1589 als nächster kapetingischer Agnat als König Heinrich IV. den französischen Thron übernehmen.
Die wichtigsten Linien der Bourbonen sind
- die ältere Linie
  - Herzöge von Bourbon
    - Grafen von Montpensier
- die jüngere Linie
  - Grafen von La Marche
    - Grafen und Herzöge von Vendôme
      - Könige von Navarra und Frankreich
        - Herzöge von Orléans (Haus Orléans)
        - Könige von Spanien (Haus Bourbon-Anjou)
          - Könige beider Sizilien (Haus Bourbon-Sizilien)
          - Herzöge von Parma (Haus Bourbon-Parma)
            - Großherzöge von Luxemburg

      - Bourbon-Condé
        - Bourbon-Conti

Wappen der Herzöge von Bourbon
Wappen der Grafen und Herzöge von Montpensier
Wappen der Grafen von La Marche
Wappen der Grafen und Herzöge von Vendôme
Wappen der Herzöge von Orléans
Wappen der Herzöge von Anjou (später Könige von Spanien)
Wappen der Fürsten von Condé
Wappen der Fürsten von Conti

## Frankreich

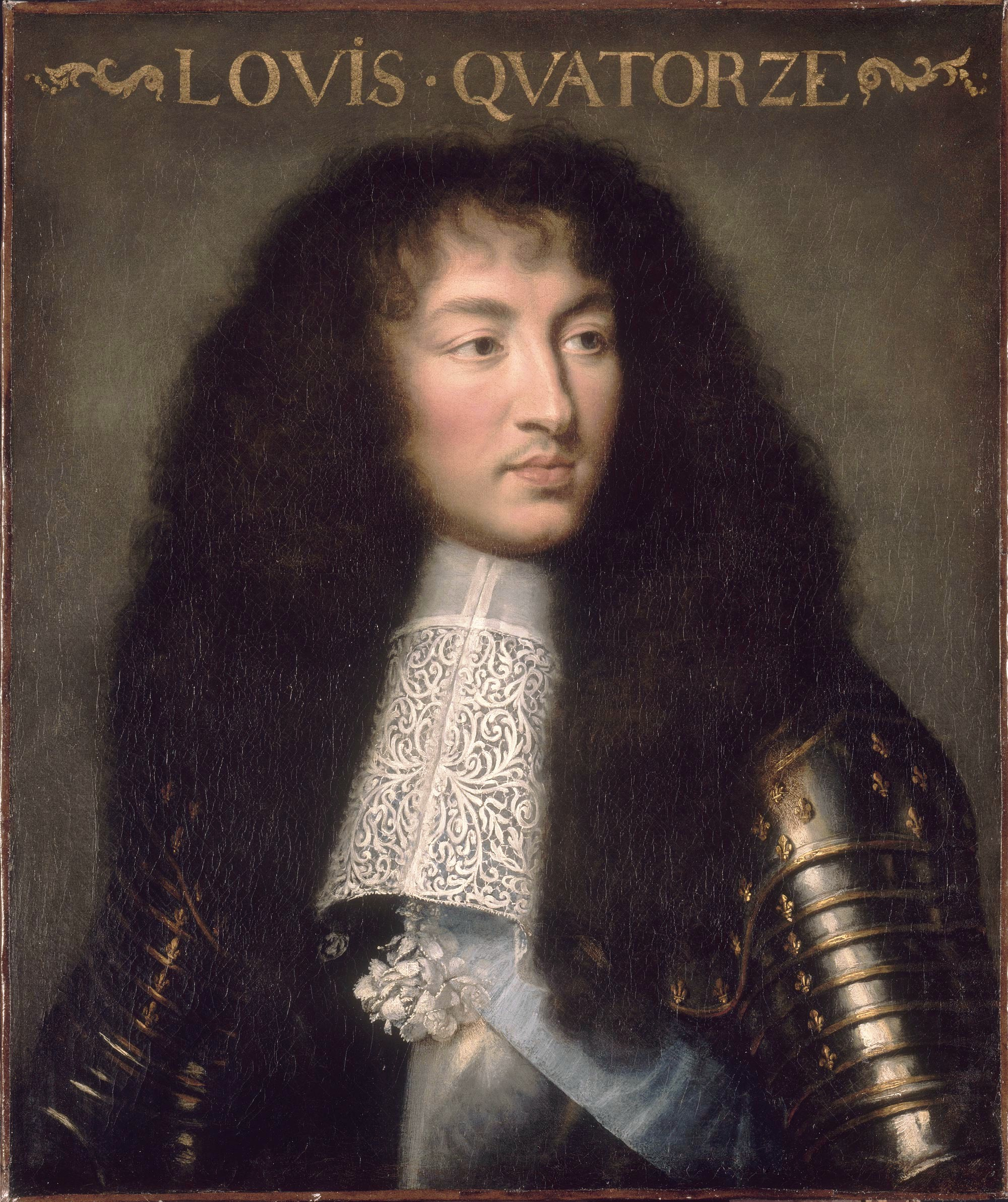
Der „Sonnenkönig“ Ludwig XIV. war der wohl bekannteste Bourbone

Doppelwappen der Bourbonen als Könige von Frankreich und Navarra

### Ancien Régime
| Name         | Regierungszeit | Verwandtschaft         |
| ------------ | -------------- | ---------------------- |
| Heinrich IV. | 1589–1610      |                        |
| Ludwig XIII. | 1610–1643      | Sohn des Vorgängers    |
| Ludwig XIV.  | 1643–1715      | Sohn des Vorgängers    |
| Ludwig XV.   | 1715–1774      | Urenkel des Vorgängers |
| Ludwig XVI.  | 1774–1793      | Enkel des Vorgängers   |

Die Bourbonen lösten 1589 die Valois als regierende Dynastie in Frankreich ab. König Heinrich IV. beendete mit dem Edikt von Nantes die vorangegangenen Hugenottenkriege, die das Land mehr als 60 Jahre zerrüttet hatten. Unter der Herrschaft Ludwigs XIII. wurde mit dem Geschick des Staatsmanns Richelieu das französische Königtum in den monarchischen Absolutismus eingerichtet, der unter dem „Sonnenkönig“ Ludwig XIV. den Höhepunkt seiner Machtentfaltung erreichte, indem durch die Aufhebung des Edikts von Nantes 1685 die Einheit des Zentralstaates vollendet wurde. Verbunden mit seiner Herrschaft ist die territoriale Expansion Frankreichs in den Reunionskriegen und die bourbonische Thronfolge in Spanien nach dem Spanischen Erbfolgekrieg. Das aufwendig ausgebaute Schloss Versailles avancierte zu einem kulturellen und gesellschaftlichen Zentrum und zum Synonym barocker Prachtentfaltung. Unter Ludwig XV. verlor Frankreich nach dem erfolglosen Siebenjährigen Krieg seine amerikanischen Kolonien, zugleich konnte mit dem Gewinn Lothringens die Grenze des Königreichs an den Rhein verschoben werden. Das geistige Klima jener Zeit war geprägt von der aufkeimenden Aufklärung, die die bestehende Ordnung in Frage stellte. Unter Ludwig XVI. engagierte sich Frankreich erfolgreich im Amerikanischen Unabhängigkeitskrieg, was jedoch zur weiteren Zerrüttung der Staatsfinanzen führte.
Bei dem Versuch des Königs, zusammen mit den Generalständen die strukturellen Probleme des Staates zu lösen, spaltete sich am 17. Juni 1789 der Dritte Stand zur Nationalversammlung ab und konzipierte eine Verfassung für eine konstitutionelle Monarchie. Der Ausbruch der Französischen Revolution (14. Juli 1789) führte schließlich zum Ende des „Ancien Régime“ (alte Ordnung) mit der Suspendierung des Königs am 10. August 1792 und dessen Exekution am 21. Januar 1793. Erstmals in seiner Geschichte hörte das französische Königtum auf zu existieren, an seine Stelle trat die Erste Republik.

### Restauration
Siehe Hauptartikel Restauration (Frankreich)
| Name          | Regierungszeit | Verwandtschaft        |
| ------------- | -------------- | --------------------- |
| Ludwig XVIII. | 1814–1824      | Bruder Ludwigs XVI.   |
| Karl X.       | 1824–1830      | Bruder des Vorgängers |

Der Sturz Napoleon Bonapartes 1814 ermöglichte Ludwig XVIII. die Übernahme des Throns, seine Herrschaft wurde 1815 noch einmal während Napoleons Herrschaft der Hundert Tage unterbrochen. Ludwig XVIII. war bemüht, die royalistischen Kräfte mit den durch die Revolution eingetretenen Veränderungen zu vereinbaren, was aber durch Ressentiments auf beiden Seiten erschwert wurde. Außenpolitisch gelang es ihm, Frankreichs Stellung als europäische Großmacht zu erhalten.
Karl X. aber war ein Anhänger ultraroyalistischer Strömungen und versuchte das Rad der Geschichte zurückzudrehen, um die Revolution ungeschehen zu machen. Dies provozierte schließlich das liberale Bürgertum am 27. Juli 1830 zur sogenannten „Julirevolution“, in der die Bourbonen erneut vom Thron gestoßen wurden.

### Die Bourbonen nach dem Ende des Ancien Régime

Das Wappen Frankreichs während der Julimonarchie des „Bürgerkönigs“ Louis-Philippe I. aus dem Haus Orléans (von 1830 bis 1848), mit dem Orden der napoleonischen Ehrenlegion und der Trikolore der Revolution. Der Turnierkragen über den Lilien kennzeichnet den König als Angehörigen einer jüngeren Linie der Bourbonen. Die gekreuzten Zepter mit der Schwurhand als Zeichen der Gerechtigkeit und dem Reichsapfel sind ebenfalls dem napoleonischen Kaiserwappen nachempfunden.

Seit der Französischen Revolution 1789 ist die Dynastie Bourbon gespalten. Auf der einen Seite stand die königliche Hauptlinie der Familie, die, geprägt von einem monarchischen Legitimismus, der Revolution ablehnend gegenüberstand und dem Ultraroyalismus des Ancien Régime nachhing. Die Bourbonen aus der Linie Orléans hingegen nahmen seit Herzog Louis Philippe II. Joseph de Bourbon, duc d’Orléans (Philippe Égalité), eine durch die Revolution veränderten gesellschaftlichen und politischen Gegebenheiten annehmbare Haltung ein. Dies schlug sich nach der Julirevolution von 1830 nieder, als man dem Sohn von Philippe Égalité, Louis-Philippe I., das „Bürgerkönigtum“ antrug und nicht etwa dem Sohn des soeben gestürzten absolutistischen Königs Karl X., dem Duc d’Angoulême. Die Anhängerschaft eines konstitutionellen Königtums wird heute entsprechend unter dem Begriff „Orléanisten“ zusammengefasst, ihre Prätendenten sind die Nachkommen des Bürgerkönigs, welche einem Seitenzweig des Hauses Bourbon, den Bourbon-Orléans, entsprangen, die auch als Haus Orléans bekannt sind und während der „Julimonarchie“ des „Bürgerkönigs“ von 1830 bis 1848 in Frankreich regierten.
Nach dem Sturz Napoleons III. 1871 verhinderte vor allem Otto von Bismarck als Kanzler der Besatzungsmacht im Deutsch-Französischen Krieg eine Restauration der französischen Monarchie unter den Bourbonen. Vergebens hoffte er, dass eine französische Republik im Kreise der europäischen Monarchien politisch isoliert bleiben werde, was dann 1904 durch die Bildung der Entente cordiale widerlegt wurde. Darüber kam es zum Konflikt mit dem die Bourbonen unterstützenden deutschen Botschafter in Paris, Harry Graf von Arnim. Eine vermeintliche „Fusion“ zwischen den beiden rivalisierenden bourbonischen Lagern kam im August 1873 insoweit zustande, als der Graf von Paris, Enkel des „Bürgerkönigs“ Louis-Philippe, den Grafen von Chambord, Enkel Karls X., in dessen Exil in Schloss Frohsdorf besuchte und ihn als Haupt der ganzen Familie anerkannte, wohl wissend, dass er diesem nach einer Thronbesteigung mangels anderweitiger Erben würde nachfolgen können. Doch scheiterte der Plan der Restauration an der hartnäckigen Weigerung Chambords, die Trikolore anzuerkennen und eine Verfassung mit der Nationalversammlung zu vereinbaren.
Die Spaltung der monarchistischen Anhängerschaft in Frankreich dauert bis heute an. Obwohl mit dem Tod des Comte de Chambord im Jahr 1883 die direkte königliche Linie der Bourbonen ausstarb, kam es zwischen Legitimisten und Orléanisten zu keinem Zusammengehen. Die Legitimisten erkennen seither die Bourbonen aus der Linie Anjou (spanische Bourbonen) als ihre Prätendenten auf den französischen Thron an. Diese Linie stammte von Philippe de Bourbon, duc d’Anjou, einem Enkel König Ludwigs XIV. von Frankreich, ab. Die Bourbon-Anjou stehen damit in näherer agnatischer Verwandtschaft zum Comte de Chambord und nehmen vom Standpunkt der Legitimisten den Platz als erste Prinzen von Geblüt ein, denen folglich die legitime Nachfolge des Comte de Chambord und damit der erstrangige Anspruch auf den französischen Thron gebühre – im Gegensatz zu den Orléans, die lediglich von einem Bruder Ludwigs XIV. abstammen. In ihren Ansprüchen ignorieren die Legitimisten dabei die Bestimmungen des Vertrags von Utrecht, der 1713 den Spanischen Erbfolgekrieg beendet hatte, indem der Duc d’Anjou und nunmehrige König von Spanien auf jegliche Ansprüche auf den französischen Thron verzichtet hatte. Ihrer Auffassung nach widerspreche dieser Verzicht der seit dem Mittelalter geübten Nachfolgeregelung innerhalb des Hauses der Kapetinger nach dem Prinzip der Erstgeburt und sei daher nichtig.
Die beiden aktuellen Thronprätendenten des Hauses Bourbon sind Louis Alphonse de Bourbon für die Legitimisten und Jean d’Orléans für die Orléanisten. (Daneben gibt es als dritten Prätendenten noch den Prinzen Charles Napoléon als Oberhaupt des Kaiserhauses Bonaparte.)

## Spanien

Das Wappen Spaniens. Im Zentrum das Wappen des Herzogtums Anjou, das zugleich das Wappen des Hauses Bourbon-Anjou ist.

Mit der militärischen Unterstützung seines Großvaters gelangte Philippe de Bourbon, duc d’Anjou als König Philipp V. im Jahr 1700 auf den spanischen Thron. Der Anspruch auf ihn leitete sich von Philipps Großmutter Maria Teresa von Spanien ab, die eine Schwester des letzten spanischen Habsburgerkönigs Karl II. war. Im Spanischen Erbfolgekrieg konnte die bourbonische Herrschaftsübernahme in Spanien gegen die österreichischen Habsburger durchgesetzt und im Frieden von Utrecht 1712 vertraglich abgesichert werden. König Philipp V. ist der Stammvater des Hauses Bourbon-Anjou (spanische Bourbonen, Borbón), die bis heute in Spanien regierende Dynastie. Dreimal wurde die Herrschaft der Bourbonen unterbrochen (1808, 1868, 1931), dreimal wurde sie restauriert (1812/14, 1874, 1975).
König Philipp V. hatte 1713 mit dem salischen Gesetz die Erbfolgeregelung in Spanien nach französischem Vorbild geändert, wonach eine weibliche Thronfolge ausgeschlossen wurde. König Ferdinand VII. ließ aber 1830 in einer sogenannten pragmatischen Sanktion das salische Gesetz aufheben und stellte die althergebrachte Kastilische Erbfolge wieder her, welche die Nachfolge von Frauen ermöglichte. Somit konnte ihm seine Tochter Isabella II. auf dem Thron nachfolgen. Dagegen erhob jedoch Ferdinands jüngerer Bruder, Don Carlos de Borbón, mit Berufung auf das salische Gesetz seinen Einspruch und erhob einen eigenen Anspruch auf den Thron. Um ihn sammelte sich die Partei der Karlisten (Carlismus), die Spanien in mehrere Bürgerkriege (Karlistenkriege) stürzte, um Don Carlos und dessen Nachkommen auf den Thron zu verhelfen. Die direkte Linie des Don Carlos starb 1936 im Mannesstamm aus, weshalb die karlistische Prätendentschaft auf das Haus Bourbon-Parma, die nächste agnatische Bourbonenlinie, überging. Die konservativ-klerikalen Karlisten wurden allerdings nie stark genug, um ihren Prätendenten den Thron zu verschaffen. Nach 1975 verzichtete der Prätendent, Prinz Carlos Hugo von Bourbon-Parma, als Erbe dieser Ansprüche endgültig zugunsten der Linie von König Juan Carlos.
Trotz der Nachfolge Königin Isabellas II. blieb der spanische Thron den Bourbonen auch im Mannesstamm erhalten, da Isabella ihren Cousin ersten Grades Francisco de Asís de Borbón, einen Enkel König Karls IV., geheiratet hatte. Ihre Nachkommen stellen bis heute die Könige Spaniens.
Seitdem die französisch-königliche Hauptlinie der Bourbonen im Jahr 1883 ausgestorben war, repräsentiert die spanische Linie das Gesamthaus der Bourbonen, da sie im agnatischen Stamm der Hauptlinie am nächsten stand. Von den französischen Monarchisten des legitimistischen Flügels wird daher Louis Alphonse de Bourbon als Oberhaupt der Bourbonen, Senior des Hauses Frankreich und damit als Prätendent auf den französischen Thron anerkannt. Damit steht er in Konkurrenz zum Haus Orléans, dessen Oberhaupt seinerseits die Führung der Capet-Dynastie mit Verweis auf den Vertrag von Utrecht beansprucht.

### Die Könige von Spanien aus dem Haus Bourbon-Anjou (Borbón)
| Name | Regierungszeit | Verwandtschaft         |
| --- | -------------- | ---------------------- |
| Philipp V. | 1700–1724      | Enkel Ludwigs XIV.     |
| Ludwig I. | 1724           | Sohn des Vorgängers    |
| Philipp V. | 1724–1746      |                        |
| Ferdinand VI. | 1746–1759      | Sohn des Vorgängers    |
| Karl III. | 1759–1788      | Bruder des Vorgängers  |
| Karl IV. | 1788–1808      | Sohn des Vorgängers    |
| Ferdinand VII. | 1808           | Sohn des Vorgängers    |
| Französische Besetzung Spaniens von 1808 bis 1813                                                                          |                |                        |
| Ferdinand VII. | 1813–1833      |                        |
| Isabella II. | 1833–1868      | Tochter des Vorgängers |
| Interregnum von 1868 bis 1870, Herrschaft des Hauses Savoyen von 1870 bis 1873, Erste Spanische Republik von 1873 bis 1874 |                |                        |
| Alfons XII. | 1874–1885      | Sohn Isabellas         |
| Alfons XIII. | 1886–1931      | Sohn des Vorgängers    |
| Zweite Spanische Republik von 1931 bis 1939, danach Franco-Diktatur bis 1975                                               |                |                        |
| Juan Carlos I. | 1975–2014      | Enkel Alfons’ XIII.    |
| Philipp VI. | seit 2014      | Sohn des Vorgängers    |

### Heirat von Cousin und Cousine bzw. Onkel und Nichte
- König Karl IV. von Spanien heiratete 1765 seine Cousine Maria Louise, Tochter von Karls Onkel Philipp von Parma.
- Karls und Marie Louises Tochter Maria Luisa heiratete ihren Cousin Ludwig von Etrurien, den Enkel Philipps.
- Karls und Marie Louises Sohn wiederum, König Ferdinand VII., heiratete zunächst seine Cousine Maria Antonia, die Tochter von Siziliens König Ferdinand I.
- Später in vierter Ehe heiratete Ferdinand VII. von Spanien sogar seine Nichte Maria Christina, die Tochter seiner Schwester Maria Isabel mit ihrem Cousin Franz. I. von Sizilien, dem Sohn Ferdinands I. (Auch Ferdinands VII. Bruder Carlos heiratete seine Nichte Maria Francisca, ihrer beider Sohn Carlos Luis heiratete seine Cousine Maria Carolina.) Ferdinands (und Carlos’) Bruder Franz von Paula heiratete seine Nichte Louise Charlotte, beider Sohn war Franz von Assisi.
- Ferdinands VII. und Maria Christinas Tochter Isabella II. heiratete ebendiesen Franz von Assisi, ihren Cousin sowohl mütterlicherseits als auch väterlicherseits (beider Väter waren Brüder, beider Mütter waren Schwestern). Sie selbst waren ihrerseits schon beide das Ergebnis von Nichtenheirat.
- Beider Sohn Alfons XII., heiratete seine Cousine Maria de las Mercedes d’Orléans-Montpensier.
- Alfons’ Tochter María de las Mercedes de Borbón heiratete ihren Cousin, den sizilianisch-bourbonischen Prinzen Carlos Maria de Bourbon.
- Carlos’ Tochter María de las Mercedes de Borbón y Orleans heiratete wieder ihren Cousin, den spanischen Prinzen Juan. Juans und Marias Sohn ist der ehemalige spanische König Juan Carlos.

In drei der fünf unmittelbaren Generationen vor Juan Carlos hatten also Cousin und Cousine Kinder gezeugt, in zwei Fällen und von beiden Ausgangslinien sogar Onkel und Nichte. Diese sich jede Generation wiederholende Inzucht ist demnach nur einmal unterbrochen worden.

## Italien

### Bourbon-Sizilien

Wappen des Hauses Bourbon-Sizilien

Als im Jahr 1700 der Duc d’Anjou (Philipp V.) den spanischen Königsthron bestieg, wurde er zugleich auch König von Neapel und Sizilien („beider Sizilien“), deren Kronen seit mehreren Generationen mit dem spanischen Königtum in Personalunion verbunden waren. Im Vertrag von Utrecht, der 1713 den Spanischen Erbfolgekrieg beendet hatte, musste er allerdings beide Königreiche an die Häuser Habsburg und Savoyen abtreten. Im Verlauf des Polnischen Erbfolgekrieges konnten beide Königreiche aber von spanischen Truppen zurückerobert werden. Im Wiener Frieden 1738 wurden die „beiden Sizilien“ der spanischen Bourbonendynastie zugesprochen, allerdings unter der Bedingung, dass deren Personalunion mit Spanien aufgehoben werde. Deshalb bestimmte König Philipp V. von Spanien seinen jüngeren Sohn, Don Carlos, zum König von Neapel und Sizilien. Als König Karl (IV. in Sizilien, VIII. in Neapel) im Jahr 1759 als König von Spanien (Karl III.) nachfolgte, überließ er seinem jüngeren Sohn Don Fernando die beiden Königreiche. Dieser begründete damit den von den spanischen Borbón (Bourbon-Anjou) abgesonderten Seitenzweig des Königshauses Bourbon-Sizilien.
König Ferdinand (III. in Sizilien, IV. in Neapel) verlor 1806 Neapel an die Franzosen, konnte es aber 1815 wieder in Besitz nehmen. Von ihm stammt das Haus Bourbon-Sizilien ab. Im Jahr 1816 schuf er aus der Personalunion Neapel-Sizilien eine Realunion als Königreich beider Sizilien, dessen Souverän er als König Ferdinand I. wurde. Dieses Königreich ging den Bourbonen im Zuge des italienischen Risorgimento verloren, König Franz II. wurde im September 1860 aus seiner Hauptstadt vertrieben und musste Anfang 1861 in das österreichische Exil gehen. Das Königreich beider Sizilien wurde dem neu gegründeten Königreich Italien einverleibt.

### Bourbon-Parma

Das Wappen des Hauses Bourbon-Parma entspricht dem des Hauses Bourbon-Anjou, erweitert um acht weiße Muscheln

Großes Wappen des Hauses Bourbon-Parma

Der Duc d’Anjou (König Philipp V. von Spanien) war verheiratet mit Elisabetta Farnese, einer Angehörigen des italienischen Herzogshauses von Parma, Piacenza und Guastalla. Als 1731 Antonio Farnese, der letzte Herzog aus dem Hause Farnese, gestorben war, übernahm Elisabettas Sohn Don Carlos de Borbón das Herzogtum. Um nach dem Ende des Polnischen Erbfolgekrieges 1738 die Königreiche Neapel und Sizilien übernehmen zu können, verzichtete Carlos auf Parma, das einstweilen an das Haus Habsburg ging.
Die spanischen Bourbonen (Bourbon-Anjou) engagierten sich im Österreichischen Erbfolgekrieg um die Rückgewinnung von Parma und Piacenza. Im Frieden von Aachen 1748 erhielt Don Felipe, der jüngste Sohn der Elisabetta Farnese, das Herzogtum Parma zugesprochen. Er ist damit der Stammvater des Hauses Bourbon-Parma. Als Friedensbedingung galt der Rückfall des Herzogtums an Österreich, für den Fall eines Erlöschens der Nachkommen Don Felipes im Mannesstamm oder deren Erbganges auf den Thron beider Sizilien oder Spaniens.
Im Jahr 1801 mussten die Bourbon-Parma unter dem Druck Napoleon Bonapartes auf ihr Herzogtum verzichten, das an die Ehefrau des französischen Kaisers weitergereicht wurde. Sie erhielten allerdings mit dem Königreich Etrurien, das vor allem aus dem ehemaligen Großherzogtum Toskana bestand, eine Kompensation für den Verlust. Im Jahr 1807 wurden die Bourbonen aber auch aus Etrurien vertrieben und ihnen stattdessen ein geplantes Königreich Lusitanien in Aussicht gestellt. Erst der Tod der Herzogin Marie Louise 1847 ermöglichte den Bourbonen die Rückkehr nach Parma. Dort verblieben sie bis 1859, als Herzog Robert im Zuge des Risorgimento fliehen musste. Parma wurde mit dem Königreich Italien vereinigt.

## Luxemburg
1919 heiratete der Prinz Felix von Bourbon-Parma die luxemburgische Großherzogin Charlotte von Nassau-Weilburg; beider Nachkommen stellen bis heute die Großherzöge von Luxemburg. Obwohl Prinz Felix ein Angehöriger des Hauses Bourbon-Parma war und seine Nachkommen somit in agnatischer Linie der Bourbonendynastie angehören, nennen sie sich aus politischen Gründen seitdem „von Luxemburg-Nassau“. Denn gemäß Artikel 3 der luxemburgischen Verfassung ist das Haus Nassau als regierende Dynastie festgelegt. Allerdings ist heute im persönlichen Wappen des Großherzogs Heinrich I. (Henri), neben dem luxemburgischen und nassauischen Wappen, auch das des Hauses Bourbon-Parma enthalten.

## Genealogie

### Auszug aus der Stammtafel der Bourbonen (französische Linie)

Verwandtschaftsverhältnisse

|                                                     |                                                     |                                                     |                                                     |                                                     |                                                     |  |  |                                        |                              |                              |                              |                                                    |                                                    |                                                    |                                                    | Heinrich IV. (1553–1610)                                              |                                                                       |                                                                       |                                                                       |                                                                       |                                                                       |                                                   |                                                   |                                                   |                                                   |  |  |  |  |  |  |  |  |  |  |  |  |  |  |  |  |  |  |
|                                                     |                                                     |                                                     |                                                     |                                                     |                                                     |  |  |                                        |                              |                              |                              |                                                    |                                                    |                                                    |                                                    |                                                                       |                                                                       |                                                                       |                                                                       |                                                                       |                                                                       |                                                   |                                                   |                                                   |                                                   |  |  |  |  |  |  |  |  |  |  |  |  |  |  |  |  |  |  |
|                                                     |                                                     |                                                     |                                                     |                                                     |                                                     |  |  |                                        |                              |                              |                              |                                                    |                                                    |                                                    |                                                    | Ludwig XIII. (1601–1643)                                              |                                                                       |                                                                       |                                                                       |                                                                       |                                                                       |                                                   |                                                   |                                                   |                                                   |  |  |  |  |  |  |  |  |  |  |  |  |  |  |  |  |  |  |
|                                                     |                                                     |                                                     |                                                     |                                                     |                                                     |  |  |                                        |                              |                              |                              |                                                    |                                                    |                                                    |                                                    |                                                                       |                                                                       |                                                                       |                                                                       |                                                                       |                                                                       |                                                   |                                                   |                                                   |                                                   |  |  |  |  |  |  |  |  |  |  |  |  |  |  |  |  |  |  |
|                                                     |                                                     |                                                     |                                                     |                                                     |                                                     |  |  |                                        |                              |                              |                              |                                                    |                                                    |                                                    |                                                    |                                                                       |                                                                       |                                                                       |                                                                       |                                                                       |                                                                       |                                                   |                                                   |                                                   |                                                   |  |  |  |  |  |  |  |  |  |  |  |  |  |  |  |  |  |  |
|                                                     |                                                     |                                                     |                                                     |                                                     |                                                     |  |  |                                        |                              |                              |                              | Ludwig XIV. (1638–1715)                            | Ludwig XIV. (1638–1715)                            | Ludwig XIV. (1638–1715)                            | Ludwig XIV. (1638–1715)                            | Ludwig XIV. (1638–1715)                                               | Ludwig XIV. (1638–1715)                                               |                                                                       |                                                                       | Philippe I. de Bourbon, duc d’Orléans (1640–1701)                     | Philippe I. de Bourbon, duc d’Orléans (1640–1701)                     | Philippe I. de Bourbon, duc d’Orléans (1640–1701) | Philippe I. de Bourbon, duc d’Orléans (1640–1701) | Philippe I. de Bourbon, duc d’Orléans (1640–1701) | Philippe I. de Bourbon, duc d’Orléans (1640–1701) |  |  |  |  |  |  |  |  |  |  |  |  |  |  |  |  |  |  |
|                                                     |                                                     |                                                     |                                                     |                                                     |                                                     |  |  |                                        |                              |                              |                              | Ludwig XIV. (1638–1715)                            | Ludwig XIV. (1638–1715)                            | Ludwig XIV. (1638–1715)                            | Ludwig XIV. (1638–1715)                            | Ludwig XIV. (1638–1715)                                               | Ludwig XIV. (1638–1715)                                               |                                                                       |                                                                       | Philippe I. de Bourbon, duc d’Orléans (1640–1701)                     | Philippe I. de Bourbon, duc d’Orléans (1640–1701)                     | Philippe I. de Bourbon, duc d’Orléans (1640–1701) | Philippe I. de Bourbon, duc d’Orléans (1640–1701) | Philippe I. de Bourbon, duc d’Orléans (1640–1701) | Philippe I. de Bourbon, duc d’Orléans (1640–1701) |  |  |  |  |  |  |  |  |  |  |  |  |  |  |  |  |  |  |
|                                                     |                                                     |                                                     |                                                     |                                                     |                                                     |  |  |                                        |                              |                              |                              | Louis de Bourbon (1661–1711)                       | Louis de Bourbon (1661–1711)                       | Louis de Bourbon (1661–1711)                       | Louis de Bourbon (1661–1711)                       | Louis de Bourbon (1661–1711)                                          | Louis de Bourbon (1661–1711)                                          |                                                                       |                                                                       | Haus Orléans (bis heute)                                              | Haus Orléans (bis heute)                                              | Haus Orléans (bis heute)                          | Haus Orléans (bis heute)                          | Haus Orléans (bis heute)                          | Haus Orléans (bis heute)                          |  |  |  |  |  |  |  |  |  |  |  |  |  |  |  |  |  |  |
|                                                     |                                                     |                                                     |                                                     |                                                     |                                                     |  |  |                                        |                              |                              |                              | Louis de Bourbon (1661–1711)                       | Louis de Bourbon (1661–1711)                       | Louis de Bourbon (1661–1711)                       | Louis de Bourbon (1661–1711)                       | Louis de Bourbon (1661–1711)                                          | Louis de Bourbon (1661–1711)                                          |                                                                       |                                                                       | Haus Orléans (bis heute)                                              | Haus Orléans (bis heute)                                              | Haus Orléans (bis heute)                          | Haus Orléans (bis heute)                          | Haus Orléans (bis heute)                          | Haus Orléans (bis heute)                          |  |  |  |  |  |  |  |  |  |  |  |  |  |  |  |  |  |  |
|                                                     |                                                     |                                                     |                                                     |                                                     |                                                     |  |  |                                        |                              |                              |                              |                                                    |                                                    |                                                    |                                                    |                                                                       |                                                                       |                                                                       |                                                                       |                                                                       |                                                                       |                                                   |                                                   |                                                   |                                                   |  |  |  |  |  |  |  |  |  |  |  |  |  |  |  |  |  |  |
|                                                     |                                                     |                                                     |                                                     |                                                     |                                                     |  |  | Louis de Bourbon (1682–1712)           | Louis de Bourbon (1682–1712) | Louis de Bourbon (1682–1712) | Louis de Bourbon (1682–1712) | Louis de Bourbon (1682–1712)                       | Louis de Bourbon (1682–1712)                       |                                                    |                                                    | Philippe de Bourbon, duc d’Anjou (Philipp V. von Spanien) (1683–1746) | Philippe de Bourbon, duc d’Anjou (Philipp V. von Spanien) (1683–1746) | Philippe de Bourbon, duc d’Anjou (Philipp V. von Spanien) (1683–1746) | Philippe de Bourbon, duc d’Anjou (Philipp V. von Spanien) (1683–1746) | Philippe de Bourbon, duc d’Anjou (Philipp V. von Spanien) (1683–1746) | Philippe de Bourbon, duc d’Anjou (Philipp V. von Spanien) (1683–1746) |                                                   |                                                   |                                                   |                                                   |  |  |  |  |  |  |  |  |  |  |  |  |  |  |  |  |  |  |
|                                                     |                                                     |                                                     |                                                     |                                                     |                                                     |  |  | Louis de Bourbon (1682–1712)           | Louis de Bourbon (1682–1712) | Louis de Bourbon (1682–1712) | Louis de Bourbon (1682–1712) | Louis de Bourbon (1682–1712)                       | Louis de Bourbon (1682–1712)                       |                                                    |                                                    | Philippe de Bourbon, duc d’Anjou (Philipp V. von Spanien) (1683–1746) | Philippe de Bourbon, duc d’Anjou (Philipp V. von Spanien) (1683–1746) | Philippe de Bourbon, duc d’Anjou (Philipp V. von Spanien) (1683–1746) | Philippe de Bourbon, duc d’Anjou (Philipp V. von Spanien) (1683–1746) | Philippe de Bourbon, duc d’Anjou (Philipp V. von Spanien) (1683–1746) | Philippe de Bourbon, duc d’Anjou (Philipp V. von Spanien) (1683–1746) |                                                   |                                                   |                                                   |                                                   |  |  |  |  |  |  |  |  |  |  |  |  |  |  |  |  |  |  |
|                                                     |                                                     |                                                     |                                                     |                                                     |                                                     |  |  | Ludwig XV. (1710–1774)                 | Ludwig XV. (1710–1774)       | Ludwig XV. (1710–1774)       | Ludwig XV. (1710–1774)       | Ludwig XV. (1710–1774)                             | Ludwig XV. (1710–1774)                             |                                                    |                                                    | Haus Bourbon-Anjou (spanische Bourbonen) (bis heute)                  | Haus Bourbon-Anjou (spanische Bourbonen) (bis heute)                  | Haus Bourbon-Anjou (spanische Bourbonen) (bis heute)                  | Haus Bourbon-Anjou (spanische Bourbonen) (bis heute)                  | Haus Bourbon-Anjou (spanische Bourbonen) (bis heute)                  | Haus Bourbon-Anjou (spanische Bourbonen) (bis heute)                  |                                                   |                                                   |                                                   |                                                   |  |  |  |  |  |  |  |  |  |  |  |  |  |  |  |  |  |  |
|                                                     |                                                     |                                                     |                                                     |                                                     |                                                     |  |  | Ludwig XV. (1710–1774)                 | Ludwig XV. (1710–1774)       | Ludwig XV. (1710–1774)       | Ludwig XV. (1710–1774)       | Ludwig XV. (1710–1774)                             | Ludwig XV. (1710–1774)                             |                                                    |                                                    | Haus Bourbon-Anjou (spanische Bourbonen) (bis heute)                  | Haus Bourbon-Anjou (spanische Bourbonen) (bis heute)                  | Haus Bourbon-Anjou (spanische Bourbonen) (bis heute)                  | Haus Bourbon-Anjou (spanische Bourbonen) (bis heute)                  | Haus Bourbon-Anjou (spanische Bourbonen) (bis heute)                  | Haus Bourbon-Anjou (spanische Bourbonen) (bis heute)                  |                                                   |                                                   |                                                   |                                                   |  |  |  |  |  |  |  |  |  |  |  |  |  |  |  |  |  |  |
|                                                     |                                                     |                                                     |                                                     |                                                     |                                                     |  |  | Louis Ferdinand de Bourbon (1729–1765) |                              |                              |                              |                                                    |                                                    |                                                    |                                                    |                                                                       |                                                                       |                                                                       |                                                                       |                                                                       |                                                                       |                                                   |                                                   |                                                   |                                                   |  |  |  |  |  |  |  |  |  |  |  |  |  |  |  |  |  |  |
|                                                     |                                                     |                                                     |                                                     |                                                     |                                                     |  |  |                                        |                              |                              |                              |                                                    |                                                    |                                                    |                                                    |                                                                       |                                                                       |                                                                       |                                                                       |                                                                       |                                                                       |                                                   |                                                   |                                                   |                                                   |  |  |  |  |  |  |  |  |  |  |  |  |  |  |  |  |  |  |
|                                                     |                                                     |                                                     |                                                     |                                                     |                                                     |  |  |                                        |                              |                              |                              |                                                    |                                                    |                                                    |                                                    |                                                                       |                                                                       |                                                                       |                                                                       |                                                                       |                                                                       |                                                   |                                                   |                                                   |                                                   |  |  |  |  |  |  |  |  |  |  |  |  |  |  |  |  |  |  |
| Ludwig XVI. (1754–1793)                             | Ludwig XVI. (1754–1793)                             | Ludwig XVI. (1754–1793)                             | Ludwig XVI. (1754–1793)                             | Ludwig XVI. (1754–1793)                             | Ludwig XVI. (1754–1793)                             |  |  | Ludwig XVIII. (1755–1824)              | Ludwig XVIII. (1755–1824)    | Ludwig XVIII. (1755–1824)    | Ludwig XVIII. (1755–1824)    | Ludwig XVIII. (1755–1824)                          | Ludwig XVIII. (1755–1824)                          |                                                    |                                                    | Karl X. (1757–1836)                                                   | Karl X. (1757–1836)                                                   | Karl X. (1757–1836)                                                   | Karl X. (1757–1836)                                                   | Karl X. (1757–1836)                                                   | Karl X. (1757–1836)                                                   |                                                   |                                                   |                                                   |                                                   |  |  |  |  |  |  |  |  |  |  |  |  |  |  |  |  |  |  |
| Ludwig XVI. (1754–1793)                             | Ludwig XVI. (1754–1793)                             | Ludwig XVI. (1754–1793)                             | Ludwig XVI. (1754–1793)                             | Ludwig XVI. (1754–1793)                             | Ludwig XVI. (1754–1793)                             |  |  | Ludwig XVIII. (1755–1824)              | Ludwig XVIII. (1755–1824)    | Ludwig XVIII. (1755–1824)    | Ludwig XVIII. (1755–1824)    | Ludwig XVIII. (1755–1824)                          | Ludwig XVIII. (1755–1824)                          |                                                    |                                                    | Karl X. (1757–1836)                                                   | Karl X. (1757–1836)                                                   | Karl X. (1757–1836)                                                   | Karl X. (1757–1836)                                                   | Karl X. (1757–1836)                                                   | Karl X. (1757–1836)                                                   |                                                   |                                                   |                                                   |                                                   |  |  |  |  |  |  |  |  |  |  |  |  |  |  |  |  |  |  |
|                                                     |                                                     |                                                     |                                                     |                                                     |                                                     |  |  |                                        |                              |                              |                              |                                                    |                                                    |                                                    |                                                    |                                                                       |                                                                       |                                                                       |                                                                       |                                                                       |                                                                       |                                                   |                                                   |                                                   |                                                   |  |  |  |  |  |  |  |  |  |  |  |  |  |  |  |  |  |  |
|                                                     |                                                     |                                                     |                                                     |                                                     |                                                     |  |  |                                        |                              |                              |                              |                                                    |                                                    |                                                    |                                                    |                                                                       |                                                                       |                                                                       |                                                                       |                                                                       |                                                                       |                                                   |                                                   |                                                   |                                                   |  |  |  |  |  |  |  |  |  |  |  |  |  |  |  |  |  |  |
| Louis Charles de Bourbon „Ludwig XVII.“ (1785–1795) | Louis Charles de Bourbon „Ludwig XVII.“ (1785–1795) | Louis Charles de Bourbon „Ludwig XVII.“ (1785–1795) | Louis Charles de Bourbon „Ludwig XVII.“ (1785–1795) | Louis Charles de Bourbon „Ludwig XVII.“ (1785–1795) | Louis Charles de Bourbon „Ludwig XVII.“ (1785–1795) |  |  |                                        |                              |                              |                              | Louis Antoine de Bourbon „Ludwig XIX.“ (1775–1844) | Louis Antoine de Bourbon „Ludwig XIX.“ (1775–1844) | Louis Antoine de Bourbon „Ludwig XIX.“ (1775–1844) | Louis Antoine de Bourbon „Ludwig XIX.“ (1775–1844) | Louis Antoine de Bourbon „Ludwig XIX.“ (1775–1844)                    | Louis Antoine de Bourbon „Ludwig XIX.“ (1775–1844)                    |                                                                       |                                                                       | Charles Ferdinand de Bourbon (1778–1820)                              | Charles Ferdinand de Bourbon (1778–1820)                              | Charles Ferdinand de Bourbon (1778–1820)          | Charles Ferdinand de Bourbon (1778–1820)          | Charles Ferdinand de Bourbon (1778–1820)          | Charles Ferdinand de Bourbon (1778–1820)          |  |  |  |  |  |  |  |  |  |  |  |  |  |  |  |  |  |  |
| Louis Charles de Bourbon „Ludwig XVII.“ (1785–1795) | Louis Charles de Bourbon „Ludwig XVII.“ (1785–1795) | Louis Charles de Bourbon „Ludwig XVII.“ (1785–1795) | Louis Charles de Bourbon „Ludwig XVII.“ (1785–1795) | Louis Charles de Bourbon „Ludwig XVII.“ (1785–1795) | Louis Charles de Bourbon „Ludwig XVII.“ (1785–1795) |  |  |                                        |                              |                              |                              | Louis Antoine de Bourbon „Ludwig XIX.“ (1775–1844) | Louis Antoine de Bourbon „Ludwig XIX.“ (1775–1844) | Louis Antoine de Bourbon „Ludwig XIX.“ (1775–1844) | Louis Antoine de Bourbon „Ludwig XIX.“ (1775–1844) | Louis Antoine de Bourbon „Ludwig XIX.“ (1775–1844)                    | Louis Antoine de Bourbon „Ludwig XIX.“ (1775–1844)                    |                                                                       |                                                                       | Charles Ferdinand de Bourbon (1778–1820)                              | Charles Ferdinand de Bourbon (1778–1820)                              | Charles Ferdinand de Bourbon (1778–1820)          | Charles Ferdinand de Bourbon (1778–1820)          | Charles Ferdinand de Bourbon (1778–1820)          | Charles Ferdinand de Bourbon (1778–1820)          |  |  |  |  |  |  |  |  |  |  |  |  |  |  |  |  |  |  |
|                                                     |                                                     |                                                     |                                                     |                                                     |                                                     |  |  |                                        |                              |                              |                              |                                                    |                                                    |                                                    |                                                    |                                                                       |                                                                       |                                                                       |                                                                       | Henri de Bourbon Comte de Chambord „Heinrich V.“ (1820–1883)          |                                                                       |                                                   |                                                   |                                                   |                                                   |  |  |  |  |  |  |  |  |  |  |  |  |  |  |  |  |  |  |